# Steve Gaynor
Steve Gaynor, född 22 april 1982, är en amerikansk spelutvecklare och spelmanusförfattare som är känd för sitt arbete med Bioshock 2, Bioshock Infinite och Gone Home. Han arbetade tidigare för 2K Marin och Irrational Games innan han var med om att grunda The Fullbright Company 2012. Gaynor började sin karriär med att göra inofficiella banor i F.E.A.R. innan han fick möjligheten att officiellt arbeta med expansionspaketet F.E.A.R. Perseus Mandate. Han arbetade sedan med Bioshock 2 och dess expansionspaket Minerva's Den och under 2010–2011 med Bioshock Infinite. I mars 2012 grundade Gaynor och hans tidigare kollegor Johnnemann Nordhagen och Karla Zimonja spelutvecklingsföretaget The Fullbright Company, som lanserade sitt första spel, kallat Gone Home, i augusti 2013.
Gaynor är feminist och ateist och är gift med Rachel Jacks.